# Hans Peters
Hans Peters, född 1960 i Bromma, var 2011-2022 kommunalråd för Centerpartiet i Nacka kommun. Han har haft olika kommunala uppdrag i Nacka kommun sedan 2007 och är från 1 januari 2023 ordförande i Nackas överförmyndarnämnd. Hans har tidigare varit  ordförande i Nacka kulturnämnd 2011-2018 och ordförande i Natur- och trafiknämnden 2019-2022. Hans är sedan hösten 2022 även vice ordförande i kommunfullmäktige.
Under åren 1985-1998 hade Hans Peters kommunala uppdrag för Centerpartiet i Stockholms stad, bland annat som ledamot av kommunfullmäktige 1994-1998. Han har tidigare arbetat som politisk sekreterare i Järfälla kommun, Stockholms läns landsting och Stockholms stad under åren 1987-1998. Under åren 1999-2002 var han partiombudsman för Centerpartiet i Stockholms stad och län. Därefter var Hans utvecklingssekreterare vid Hässelby-Vällingby stadsdelsförvaltning fram till och med 2010.